# گارث (کمیک)
گارث (به انگلیسی: Garth) یک شخصیت خیالی در کتاب‌های کامیک آمریکایی منتشر شده توسط دی‌سی کامیکس است که از نخستین حضورش در سال ۱۹۶۰ تحت عنوان آکوالد شناخته می‌شد، و پس از آن با اسم رمز تمپست شناخته می‌شود. شخصیت آکوالد توسط نویسنده رابرت برنستاین و طراح رامونا فرادون خلق شده‌است؛ که برای اولین بار در شمارهٔ ۲۶۹ از مجموعه کمیک‌های ماجراجویی (فوریه ۱۹۶۰) حضور پیدا کرد. آکوالد نوجوان یکی از پیروان و شاگرد محافظ خود، شخصیت ابرقهرمان آکوامن به‌شمار می‌رفت و دارای توانایی‌های مشابهی با مربی خود بود که به او اجازه تنفس در زیر آب و ارتباط با حیات و زیست‌شناسی دریایی را می‌داد. او یکی از اعضاء و مؤسسین تیم ابرقهرمانی تایتان‌های نوجوان، و همچنین یکی از ساکنین تمدن خیالی آتلانتیس به‌شمار می‌رود. او از لحاظ فیزیکی دومین فرد قدرتمند در بین تمام آتلانتی‌ها محسوب می‌شود.
به عنوان تمپست، او قدرت برقراری ارتباط دریایی خود را از دست داد، اما در ازای آن دارای توانایی‌های عرفانی شد که به او اجازه تغییر دمای آب، شلیک انرژی ارغوانی رنگ از چشمان و ایجاد گرداب را داد.